# Палеозой
Палеозо́йская э́ра, палеозо́й, PZ (от греч. πᾰλαιός — древний, ζωή — жизнь) — геологическая эра в истории планеты Земля, известная как эра древней жизни. Первая эра фанерозойского эона. Следует за неопротерозойской эрой и предшествует мезозойской. Началась 538,8 ±0,6 миллиона лет назад и закончилась 251,902 ±0,024 млн лет назад. Таким образом, она продолжалась около 287 млн лет. Делится на 6 периодов: кембрий, ордовик, силур, девон, карбон и пермь.
Палеозой — время колоссальных изменений в биосфере. В кембрии происходит диверсификация различных групп животных, известная как кембрийский взрыв. В течение палеозоя появились такие группы животных, как членистоногие, моллюски и хордовые (рыбы, амфибии, синапсиды и диапсиды). Если в кембрии вся жизнь была в океанах, то к концу эры жизнь вышла и на сушу: планету покрывали леса примитивных древовидных растений, появились полностью наземные группы позвоночных, членистоногих и моллюсков.
В начале эры южные материки были объединены в единый суперконтинент Гондвану, а к её концу к нему присоединились другие континенты и образовался суперконтинент Пангея. Началась эра с кембрийского взрыва таксономического разнообразия живых организмов, а закончилась массовым пермским вымиранием. Породы, образовавшиеся в течение палеозойской эры, называются палеозойской группой. Эту группу впервые выделил в 1837 году английский геолог Адам Седжвик.
| Докембрий | Фанерозой | Фанерозой | Фанерозой | Фанерозой | Фанерозой | Фанерозой | Фанерозой | Фанерозой | Фанерозой | Фанерозой | Фанерозой | Фанерозой | Эон       |
| Докембрий | Палеозой  | Палеозой  | Палеозой  | Палеозой  | Палеозой  | Палеозой  | Мезозой   | Мезозой   | Мезозой   | Кайнозой  | Кайнозой  | Кайнозой  | Эра       |
| --------- | --------- | --------- | --------- | --------- | --------- | --------- | --------- | --------- | --------- | --------- | --------- | --------- | --------- |
| Докембрий | Кембрий   | Ордо вик  | Сил ур    | Девон     | Карбон    | Пермь     | Триас     | Юра       | Мел       | Палео ген | Нео ген   |           | П-д       |
| 4567      | 538,8     | 486,85    | 443,1     | 419,62    | 358,86    | 298,9     | 251,902   | 201,4     | 143,1     | 66,0      | 23,04     |           | млн лет ← |
| 4567      | 538,8     | 486,85    | 443,1     | 419,62    | 358,86    | 298,9     | 251,902   | 201,4     | 143,1     | 66,0      | 23,04     | 2,58      |           |

## История исследования палеозоя
Палеозойскую серию впервые выделил английский геолог Адам Седжвик в 1838 году (он включил в неё два периода — силурийский и девонский), но тогда она понималась как древнейшие фаунистически охарактеризованные слои, залегающие выше «первичных» пород. Современный смысл понятия палеозоя как обособленного слоя отложений первого крупного этапа органической эволюции обрело в работах профессора геологии Оксфордского университета Джона Филлипса, опубликованных в 1840—1841 годах. Он отнёс к этому этапу периоды от кембрийского до пермского. В дальнейшем авторы, ставящие построение стратиграфической шкалы в зависимость от органической эволюции или хода геологической истории и основываясь на субъективном, качественном анализе тех или иных неполных материалов, неоднократно пытались подразделить историю и построить шкалу по-другому. Последующее геологическое картирование остальных регионов мира, а также привлечение к этому материалов по пелагическим и наземным группам ископаемых, подтвердили правильность построенных Филлипсом подразделений геологического времени.
Первая глобальная палеомагнитная реконструкция фанерозойского движения континентов была опубликована в 1973 году А. Смитом, Дж. Брайденом и Г. Дрюри. Они опубликовали карты палеомагнитных реконструкций положений материков для всего фанерозойского времени, используя при создании только палеомагнитные данные по континентам. В 1977 году советскими исследователями Л. П. Зоненшайном и А. М. Городницким была представлена своя модель, которая основывалась на единых мировых магнитных данных с некоторыми дополнениями и изменениями к каждой модели. А в 1978 году была опубликована кинематическая модель канадских учёных под руководством Е. Р. Канасевича, а также модель реконструкции взаимного расположения материков в палеозое английских геологов Пьера Мореля, Эдварда Ирвинга и других.

## Физико-географические условия

### Тектоническая обстановка

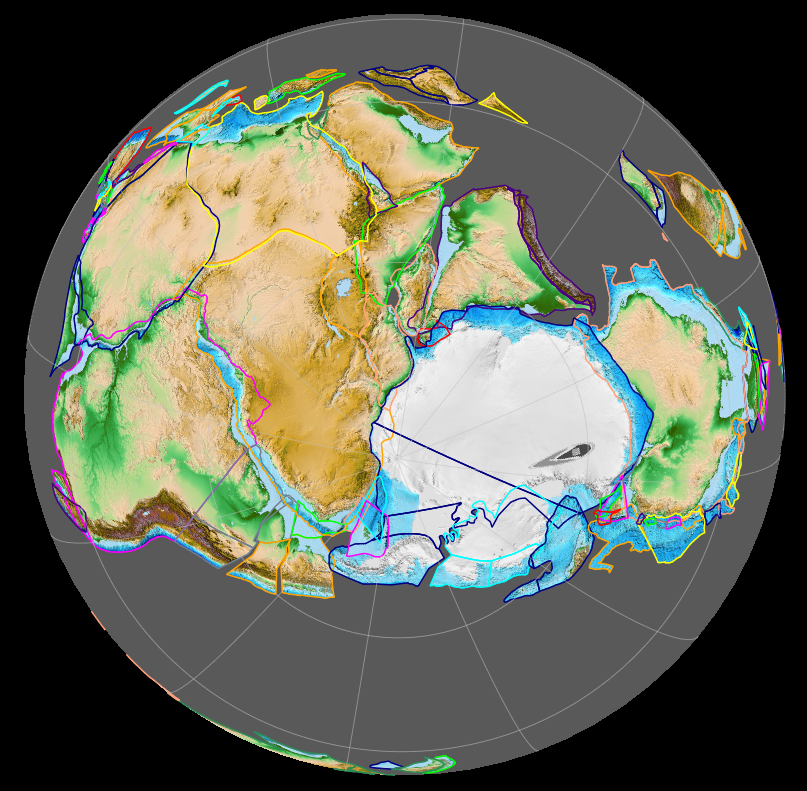
Гондвана на границе силура и девона (420 млн лет назад)

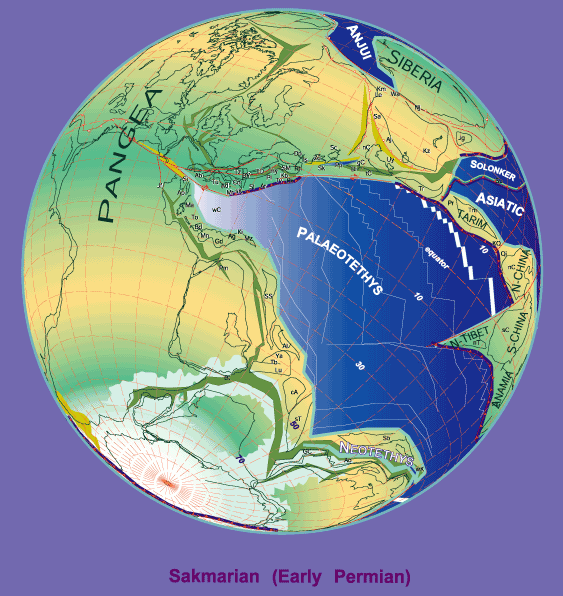
Пангея в перми (280 млн лет назад)

Вследствие тектоники литосферных плит положение и очертания материков и океанов в палеозое отличались от современных. К началу эры и в течение всего кембрия древние платформы (Южно-Американская, Африканская, Аравийская, Австралийская, Антарктическая, Индостанская), повёрнутые на 180°, были объединены в единый суперконтинент, называемый Гондваной. Этот суперконтинент располагался главным образом в Южном полушарии, от Южного полюса до экватора, и занимал общую площадь более 100 миллионов км². В Гондване находились разнообразные возвышенные и низменные равнины и горные массивы. Море периодически вторгалось лишь в окраинные части суперконтинента. Остальные меньшие по размерам материки находились в основном в экваториальной зоне: Лаврентия, Балтика и Сибирия. Там же находились микроконтиненты: Авалония, Казахстания и другие. В окраинных морях располагались многочисленные острова, окаймлённые низменными побережьями с большим числом лагун и дельт рек. Между Гондваной и другими материками был океан, в центральной части которого находились срединно-океанические хребты. В кембрии существовали две наиболее крупные плиты: целиком океаническая Прото-Кула и преимущественно материковая Гондванская плита.
В ордовике Гондвана, двигаясь на юг, вышла в район Южного географического полюса (сейчас это северо-западная часть Африки). Происходило поддвигание океанической литосферной плиты Прото-Фараллон (и вероятно Прото-Тихоокеанской плиты) под северную окраину Гондванской плиты. Началось сокращение Прото-Атлантической впадины (Япетус), расположенной между Балтийским щитом, с одной стороны, и единым Канадо-Грендландским щитом — с другой стороны, а также сокращение океанического пространства. В течение всего ордовика происходит сокращение океанических пространств и закрытие краевых морей между материковыми фрагментами: Сибирским, Прото-Казахстанским и Китайским. В палеозое (вплоть до силура — начала девона) продолжалась Каледонская складчатость. Типичные каледониды сохранились на Британских островах, Скандинавии, Северной и Восточной Гренландии, в Центральном Казахстане и Северном Тянь-Шане, в Юго-Восточном Китае, в Восточной Австралии, в Кордильерах, Южной Америке, Северных Аппалачах, Срединном Тянь-Шане и других областях. В результате рельеф земной поверхности в конце силурийского периода стал возвышенным и контрастным, особенно на континентах, расположенных в Северном полушарии. В раннем девоне происходит закрытие Прото-Атлантической впадины и образования Евро-Американского материка, в результате столкновения Про-Европейского материка с Про-Северо-Американским в районе нынешней Скандинавии и Западной Гренландии. В девоне смещение Гондваны продолжается, в результате Южный полюс оказывается в южной области современной Африки, а возможно и нынешней Южной Америки. В этот период сформировалась впадина океана Тетис между Гондваной и материками вдоль экваториальной зоны, образовались три целиком океанические плиты: Кула, Фараллон и Тихоокеанская (которая погружалась под Австрало-Антарктическую окраину Гондваны).
В среднем карбоне произошло столкновение Гондваны и Евро-Америки. Западный край нынешнего Северо-Американского материка столкнулся с северо-восточной окраиной Южно-Американского, а северо-западный край Африки — с южным краем нынешней Центральной и Восточной Европы. В результате образовался новый суперконтинент Пангея. В позднем карбоне — ранней перми произошло столкновение Евро-Американского материка с Сибирским, а Сибирского материка с Казахстанским континентом. В конце девона началась грандиозная эпоха Герцинской складчатости с наиболее интенсивным проявлением при формировании горных систем Альп в Европе, сопровождавшихся интенсивной магматической деятельностью. В местах столкновения платформ возникли горные системы (с высотой до 2000—3000 м), некоторые из них просуществовали и до нашего времени, к примеру, Урал или Аппалачи. Вне Пангеи находилась только Китайская глыба. К концу палеозоя, в пермском периоде, Пангея протягивалась от южного полюса до Северного. Южный географический полюс в это время находился в пределах современной Восточной Антарктиды. Входивший в состав Пангеи Сибирский материк, являвшийся её северной окраиной, приближался к Северному географическому полюсу, не доходя до него 10—15° по широте. Северный полюс в течение всего палеозоя находился в океане. В это же время образовался единый океанический бассейн с главной Прото-Тихоокеанской впадиной и единая с ней впадина океана Тетис.

### Климат
В начале кембрия на Земле господствовал в основном тёплый климат: средняя температура поверхности была сравнительно высокой, при небольшой разнице температур между экватором и полюсами. Климатическая зональность была выражена относительно слабо. Но были и зоны аридного климата, которые были распространены в северной части Североамериканского континента, в пределах Сибирского и Китайского континентов. В Гондване он господствовал лишь в центральных районах Южной Америки, Африки и Австралии. Основную массу атмосферы в начале кембрия составлял азот, количество углекислого газа достигало 0,3 %, а содержание кислорода постоянно увеличивалось. В результате к концу кембрия атмосфера приобретала кислородно-углекисло-азотный характер. В это время на материках стали господствовать влажные жаркие условия, температура воды в океане была не ниже 20 °C. В течение ордовика и силура климатические условия становятся довольно разнообразными. В позднем ордовике выделяются пояса экваториального, тропического, субтропического, умеренного и нивального типов климата. Экваториальные равномерно-влажные условия существовали в Европейской части России, на Урале, в Западной Сибири, Центральном Казахстане, Забайкалье, в центральных областях Северной Америки, на юге Канады, в Гренландии. В начале позднего ордовика сильно похолодало. В субтропических областях среднегодовые температуры снизились на 10—15°, а в тропических — на 3—5°. Южный полюс в это время находился на возвышенной суше Гондваны, в пределах которой возникли обширные материковые ледники. Во второй половине силурийского периода в высоких широтах климат вновь стал умеренно тёплым, близким к субтропическому. К раннему карбону на планете стал господствовать тропический и экваториальный климат. На Урале среднегодовые температуры составляли 22—24 °C, в Закавказье — 25—27 °C, в Северной Америке — 25—30 °C. Аридный тропический климат преобладал в центральных частях Евро-Аазиатского и Северо-Американского континентов, а также в пределах Южной Америки, Северной Африки и Северо-Западной Австралии. Преимущественно в Евразии, Северной Америке и в пределах Гондваны господствовали влажные тропические условия. Более умеренный климат существовал на Сибирском континенте и на юге Гондваны.
Увеличение объёма растительной биомассы на континентах привело к усиленному фотосинтезу с интенсивным потреблением углекислого газа (с двукратным уменьшением его содержания в атмосфере) и выделением кислорода в атмосферу. В результате образования большого суперконтинента Пангеи на больших пространствах временно прекратилось осадкообразование и ограничилась связь экваториальных морских бассейнов с полярными. Эти процессы привели к наступлению похолодания, с более низкой средней температурой, резко выраженной климатической зональностью и значительной разницей температуры между экватором и полюсами. В результате в позднем карбоне и ранней перми мощный ледниковый щит покрывал Антарктиду, Австралию, Индию, южные части Африки и Южной Америки. Суша на Южном полюсе начала играть роль глобального холодильника. В северном полярном бассейне температура воды понизилась и вероятно, как и существующий ныне Северный Ледовитый океан, на какое-то время покрывался льдом. Ледниковый покров существовал сравнительно недолго, периодически отступая. В межледниковые эпохи климат становился умеренным. Таким образом, в позднем карбоне и ранней перми происходило становление многих ландшафтно-климатических зон и климатических поясов, известных в настоящее время, и стала ярко выражена климатическая зональность. На земной поверхности выделились экваториальный, два тропических, два субтропических, два умеренных пояса с различными режимами увлажнения. К концу перми влажный прохладный климат сменился более тёплым, в районах с умеренными условиями, стали преобладать субтропические, сильно расширились пояса тропического и экваториального климата. Средние температуры тропических морей составляли 20—26 °C.

## Флора и фауна

### Жизнь в морях и пресных водоёмах
В кембрийском периоде основная жизнь была сосредоточена в морях. Организмы заселили всё разнообразие доступных мест обитания, вплоть до прибрежного мелководья и, возможно, пресных водоёмов. Водная флора была представлена большим разнообразием водорослей, основные группы которых возникли ещё в протерозойскую эру. Начиная с позднего кембрия постепенно сокращается распространение строматолитов. Это связано с возможным появлением растительноядных животных (вероятно, примитивные формы червей), поедающих строматолитообразующие водоросли. Донная фауна неглубоких тёплых морей, прибрежных отмелей, заливов и лагун была представлена разнообразными животными, ведущими прикреплённый образ жизни: губками, археоциатами, кишечнополостными (различными группами полипов), стебельчатыми иглокожими (морские лилии), плеченогими (лингула) и другими. Большинство из них питались различными микроорганизмами (простейшие, одноклеточные водоросли и др.), которых они отцеживали из воды. Некоторые колониальные организмы (строматопоры, табуляты, мшанки, археоциаты), обладающие известковым скелетом, возводили на дне моря рифы, подобно современным коралловым полипам. К роющей жизни в толще донных осадков приспособились различные черви, в том числе полухордовые. По морскому дну среди водорослей и кораллов ползали малоподвижные иглокожие (морские звёзды, офиуры, голотурии и другие) и моллюски с минерализованными раковинками. В кембрии появляются первые свободно плавающие головоногие моллюски — наутилоидеи. В девоне появились более совершенные группы головоногих (аммониты), а в нижнем карбоне возникли первые представители высших головоногих, у которых раковина постепенно редуцировалась и оказалась заключённой внутри мягких тканей тела. В толще и на поверхности воды в морях обитали животные, дрейфующие по течению и удерживающиеся на поверхности с помощью специальных плавательных пузырей — «поплавков», заполненных газом (кишечнополостные сифонофоры, полухордовые граптолиты). В кембрийских морях обитали и высокоорганизованные животные — членистоногие: жабродышащие, хелицеровые и трилобиты. Трилобиты достигли расцвета в раннем кембрии, составляя в это время до 60 % всей фауны, и окончательно вымерли в пермском периоде. В это же время появляются первые крупные (до 2-х метров в длину) хищные членистоногие эвриптериды, достигшие наибольшего расцвета в силуре и первой половине девона и исчезнувшие в ранней перми, когда их вытеснили хищные рыбы.
Не позже нижнего ордовика в морях появляются позвоночные. Древнейшие известные позвоночные представляли собой рыбообразных животных, лишённых челюстей, с телом, защищённым панцирем (панцирные бесчелюстные, или остракодермы). Первые из них относятся к верхнему кембрию. Древнейшие представители рыб появились в морях и пресных водоёмах раннего и среднего девона и имели более-менее развитый костный панцирь (панцирные рыбы). К концу девона панцирные позвоночные вымирают, вытесненные более прогрессивными группами челюстноротых. В первой половине девона уже существовали разнообразные группы всех классов рыб (среди костных — лучепёрые, двоякодышащие и кистепёрые), имеющие развитые челюсти, настоящие парные конечности и усовершенствованный жаберный аппарат. Подгруппа лучепёрых рыб в палеозое были малочисленна. «Золотой век» двух других подгрупп пришёлся на девон и первую половину карбона. Они сформировались во внутриконтинентальных пресных водоёмах, хорошо прогреваемых солнцем, обильно заросших водной растительностью и отчасти заболоченных. В таких условиях недостатка кислорода в воде получил развитие дополнительный орган дыхания (лёгкие), позволяющий использовать кислород из воздуха.

Морские обитатели
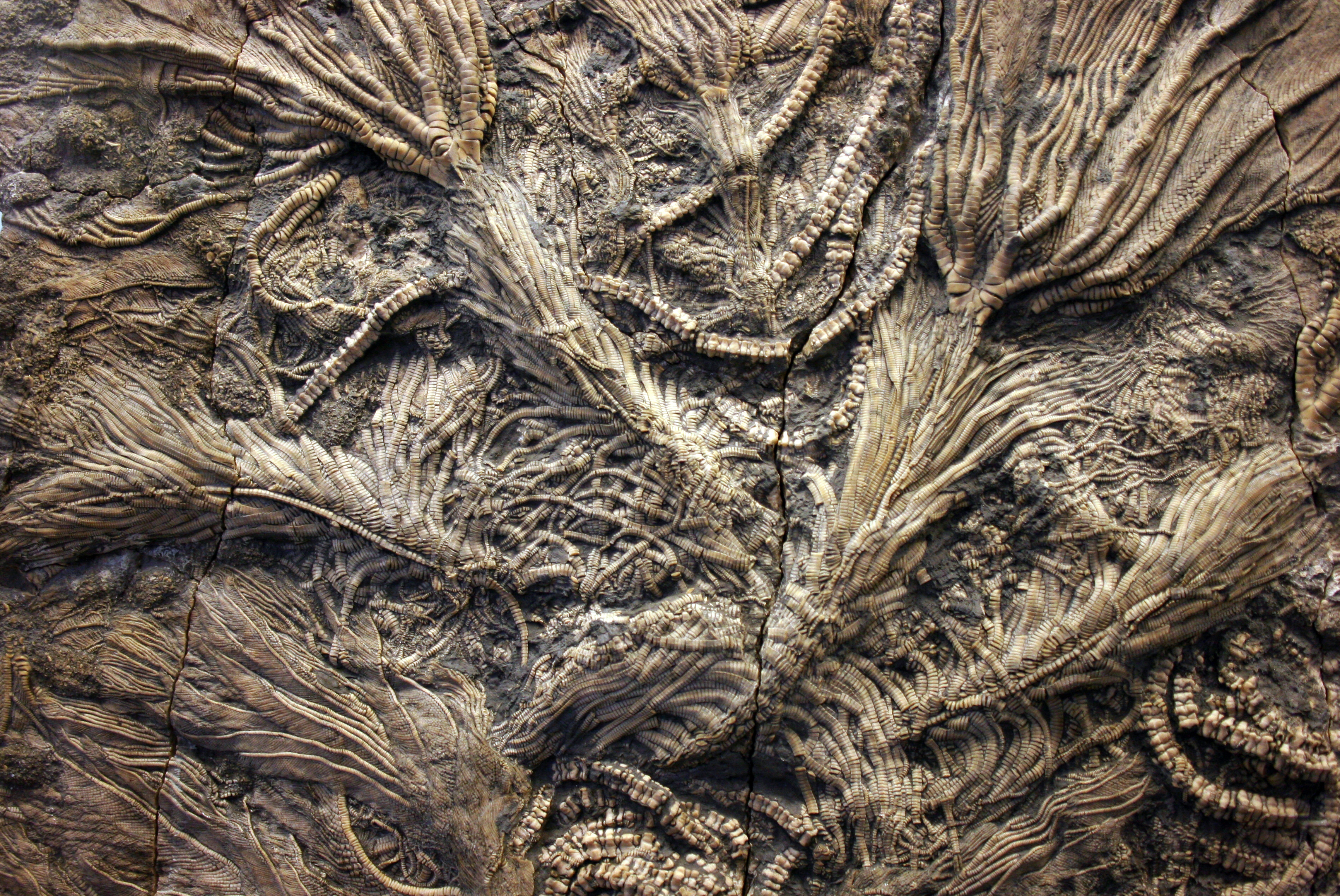
Ископаемые морские лилии
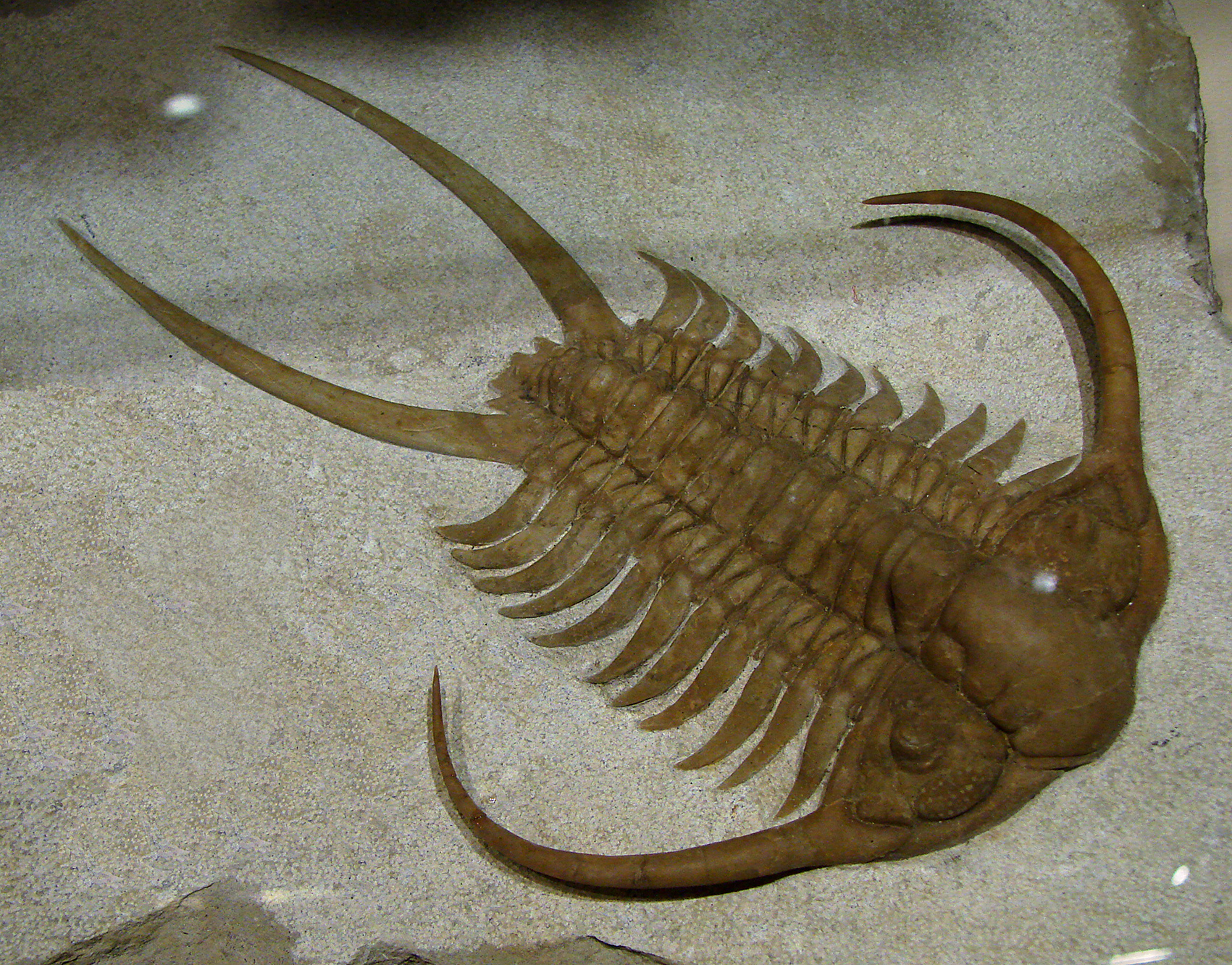
Трилобит
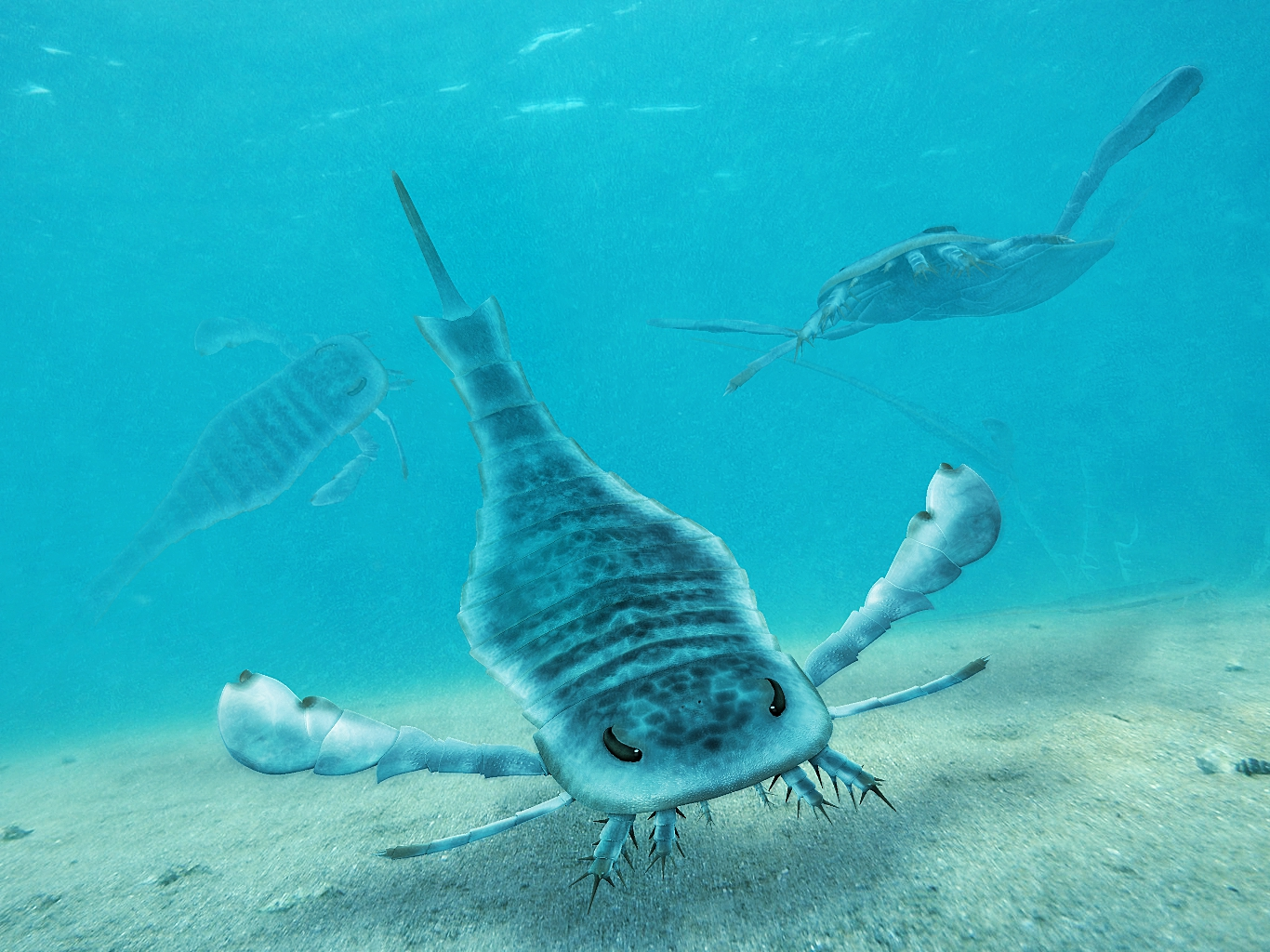
Морские скорпионы, или эвриптериды
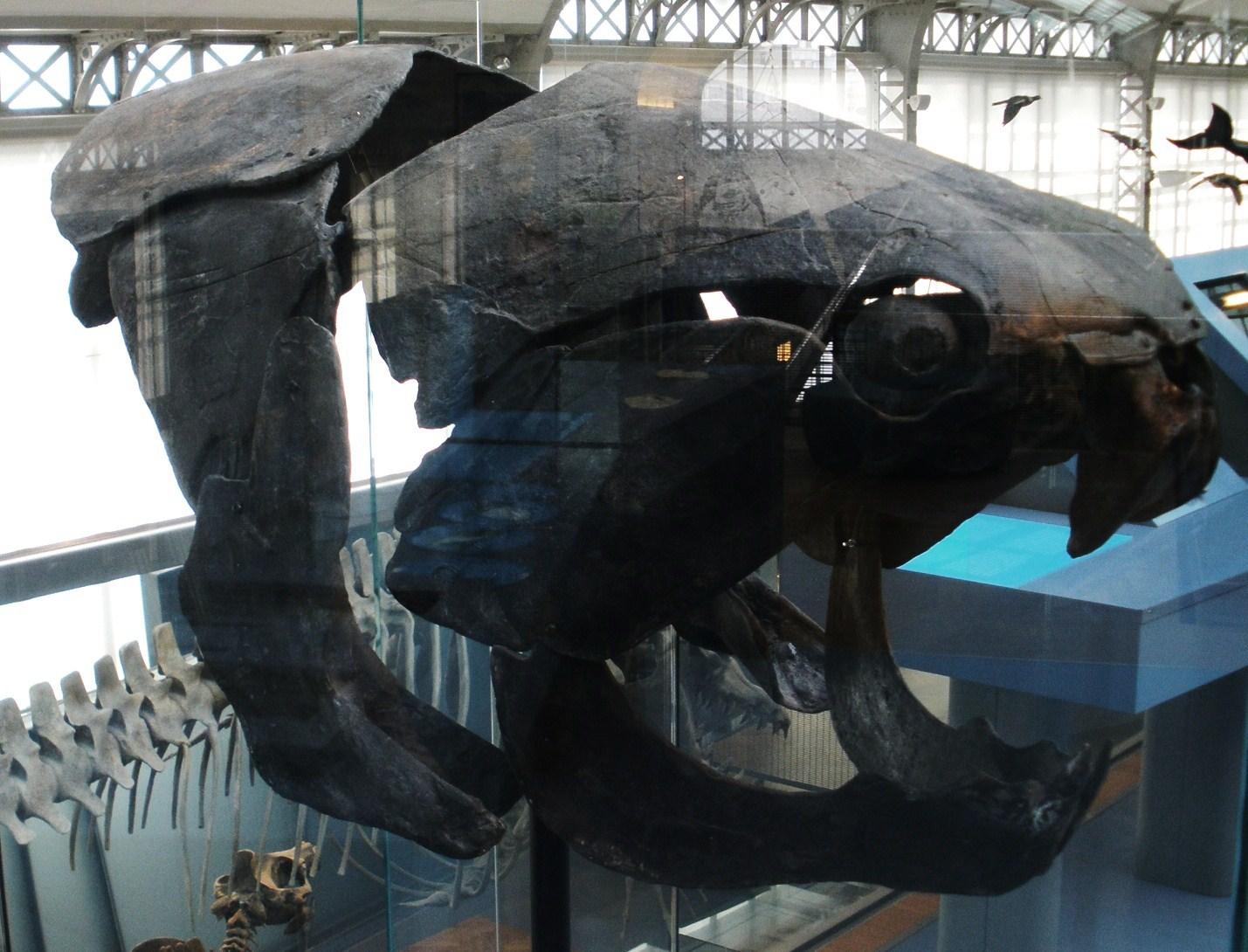
Голова панцирной рыбы Dunkleosteus

### Освоение суши
Освоение суши могло начаться во второй половине ордовикского периода, когда содержание кислорода в земной атмосфере достигло 0,1 от современного. Заселение безжизненных прежде материков было длительным процессом, развивавшимся на протяжении ордовика, силура и девона. Первыми обитателями суши были растения, сначала заселившие мелководья у морских побережий и пресные водоёмы, а затем постепенно освоившие влажные местообитания на берегах. Древнейшими представителями этой земноводной флоры были псилофиты, ещё не имевшие настоящих корней. Заселение суши растениями положило начало почвообразованию с обогащением минерального субстрата органическими веществами. В раннем девоне от псилофитов возникли другие группы наземных сосудистых растений: плауновидные, хвощевидные и папоротниковидные. Представители этих групп в позднем девоне повсеместно вытеснили псилофитов и сформировали первую настоящую наземную флору, включающую и древовидные растения. К этому времени относится и появление первых голосеменных. Во влажном и тёплом климате, характерном для первой половины каменноугольного периода, широкое распространение получила обильная наземная флора, имевшая характер густых влажных тропических лесов. Среди древовидных растений выделялись плаунообразные лепидодендроны (высотой до 40 м) и сигиллярии (высотой до 30 м), хвощеобразные каламиты, различные ползучие и древовидные папоротники, голосеменные птеридоспермы и кордаиты. У древесины всех этих деревьев не имелось годичных колец, что говорит об отсутствии чётко выраженной сезонности климата.
По мере заселения суши растениями появились предпосылки для освоения наземной среды обитания животными. Скорее всего, первыми среди них были мелкие растительноядные формы, которые с раннего силурийского периода начали с использования почвы, которая по условиям обитания близка к водной среде. К таким формам близки наиболее примитивные группы современных наземных беспозвоночных (онихофоры, многоножки, низшие насекомые — аптериготы, многие паукообразные). Но они не оставили следов в палеонтологической летописи. Из девона известны представители нескольких групп наземных членистоногих: палеозойская группа панцирных пауков, клещи и низшие первичнобескрылые насекомые. Во второй половине раннекарбоновой эпохи появились наделённые крыльями высшие насекомые, принадлежавшие к подклассу крылатых насекомых. В карбоне на суше появляются растительноядные брюхоногие моллюски из группы лёгочных, дышащие воздухом. В верхнедевонских отложениях Гренландии известны наиболее древние представители земноводных — ихтиостеги. Они обитали в мелких прибрежных участках водоёмов (где свободное плавание было затруднено), заболоченных районах и областях с избыточной влажностью на суше. В карбоне начинается расцвет древних амфибий, представленных в позднем палеозое большим разнообразием форм, которых объединяют под названием стегоцефалов. Наиболее известные представители стегоцефалов: лабиринтодонты, которые в позднем палеозое были одной из наиболее распространённых и обильных видами групп позвоночных. В пермском периоде появляются крупные крокодилообразные стегоцефалы и безногие или червяги. От примитивных лабиринтодонтов в раннем карбоне обособилась группа антракозавров, соединяющих в себе черты земноводных и ящериц (сеймурии, котлассии). От них в раннем карбоне возникли настоящие рептилии, которые уже стали в полной мере наземными животными. Небольшие (длиной до 50 см) рептилии питались насекомыми и у них пропадает кожное дыхание. Древнейшие и наиболее примитивные пресмыкающиеся принадлежали к подклассу котилозавров. Возникновение новых изобильных мест обитания и способов питания, доступных на суше, способствовало появлению во второй половине карбона, помимо насекомоядных групп, растительноядных животных и крупных хищников, питающихся позвоночными. Некоторые рептилии (мезозавры) в карбоне вернулись в водоёмы, став полуводными или полностью водными животными. При этом конечности у них преобразовались в ласты, а узкие челюсти были усажены множеством тонких и острых зубов.

### Жизнь в позднем палеозое
Начиная с позднего карбона в Южном полушарии усиливаются процессы оледенения, связанные с расположением Южного полюса в Гондване. На свободной от ледников территории суперконтинента установился умеренный прохладный климат с выраженной сезонностью. В древесине растений гондванской флоры, получившей название глоссоптериевой, появляются годовые кольца. Такая флора была характерна для обширных территорий современной Индии, Афганистана, Южной Африки, Южной Америки, Австралии, Новой Зеландии и Антарктиды. В её составе, кроме различных птеридоспермов, входили представители других голосеменных растений: кордаитов, гинкговых и хвойных. На северных континентах, входивших в состав Лавразии и располагавшихся в раннепермское время в значительной степени в экваториальном поясе, сохранилась растительность, близкая к тропической флоре карбона, но уже обеднённая видами лепидодендронов и сигиллярий. В середине пермского периода климат этих районов (Европа и Северная Америка) стал более засушливым, что привело к исчезновению папоротников, каламит, древовидных плаунообразных и других влаголюбивых растений тропического леса. Лишь в восточных районах Лавразии (Китай и Корея) климат и флора оставались близкими к таковым в каменноугольное время.
Животный мир на протяжении пермского периода претерпел значительные изменения, ставшие особенно драматичными во второй половине перми. Численность многих групп морских животных уменьшилась (плеченогие, мшанки, морские ежи, офиуры, аммоноидеи, наутилусы, остракоды, губки, фораминиферы), как и их разнообразие, вплоть до полного вымирания целых классов (трилобиты, эвриптериды, бластоидеи, палеозойские группы морских лилий, тетракораллы). Из позвоночных вымирают акантоды, многие палеозойские группы хрящевых рыб. В пресных внутриконтинентальных водоёмах значительно снижается численность хоановых рыб. К концу палеозоя вымирают лепоспондильные стегоцефалы. Пермское вымирание по масштабам принадлежит к категории так называемых «великих вымираний». В этот период вымерло 96 % всех морских видов и 70 % наземных видов позвоночных. Катастрофа стала единственным известным массовым вымиранием насекомых, в результате которого вымерло около 57 % родов и 83 % видов всего класса насекомых. Изменения в наземной фауне были не столь массовыми. Насекомоядные котилозавры разделились на несколько основных эволюционных стволов, возникли растительноядные рептилии (парейазавры, доходившие в длину до 3 м) и крупные хищники (синапсидные рептилии). В позднем карбоне появляются самые древние звероподобные рептилии — пеликозавры, которые вымерли уже в середине пермского периода. Они не выдержали конкуренции с представителями более прогрессивной группы звероподобных рептилий — терапсид, которые в позднепермский период стали доминирующей группой пресмыкающихся. Терапсиды были очень разнообразны: среди них были хищники разнообразных размеров (иностранцевия) и растительноядные животные (дейноцефалы). В позднепермское время были широко распространены дицинодонты, утратившие все зубы, кроме огромных верхних зубов у самцов и беззубыми челюстями, покрытыми роговым «клювом».

Обитатели суши
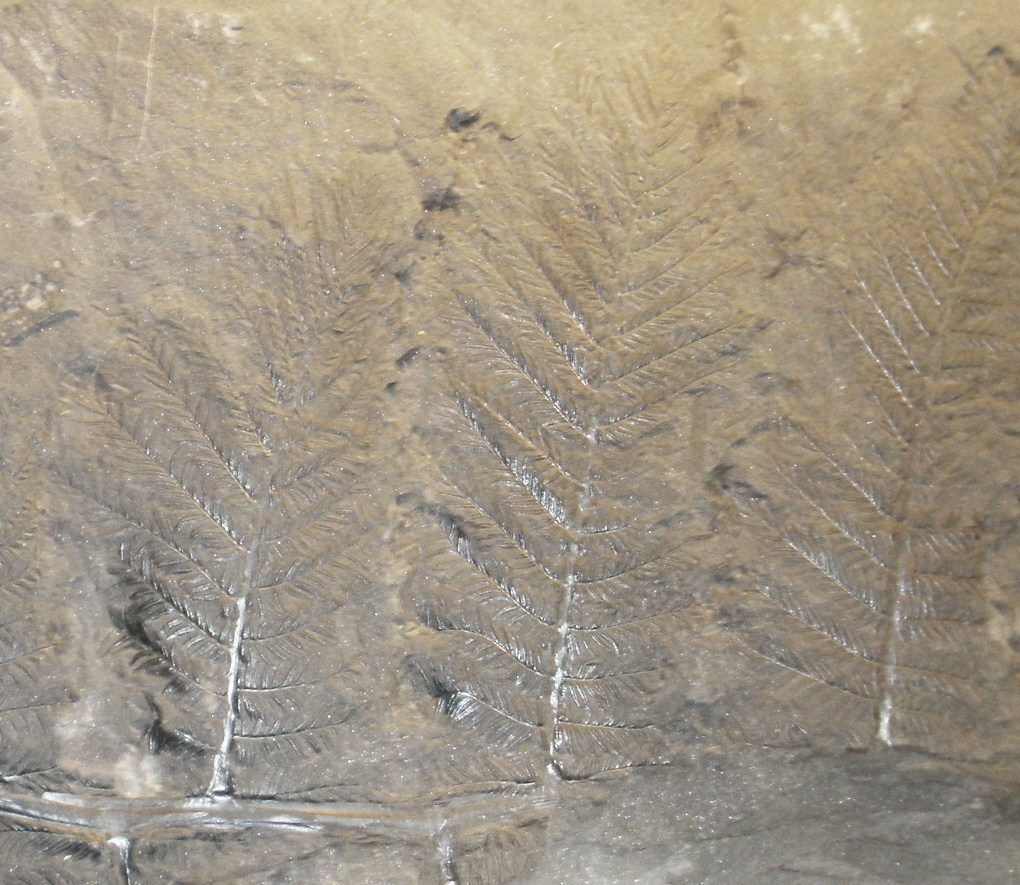
Отпечаток ископаемого семенного папоротника
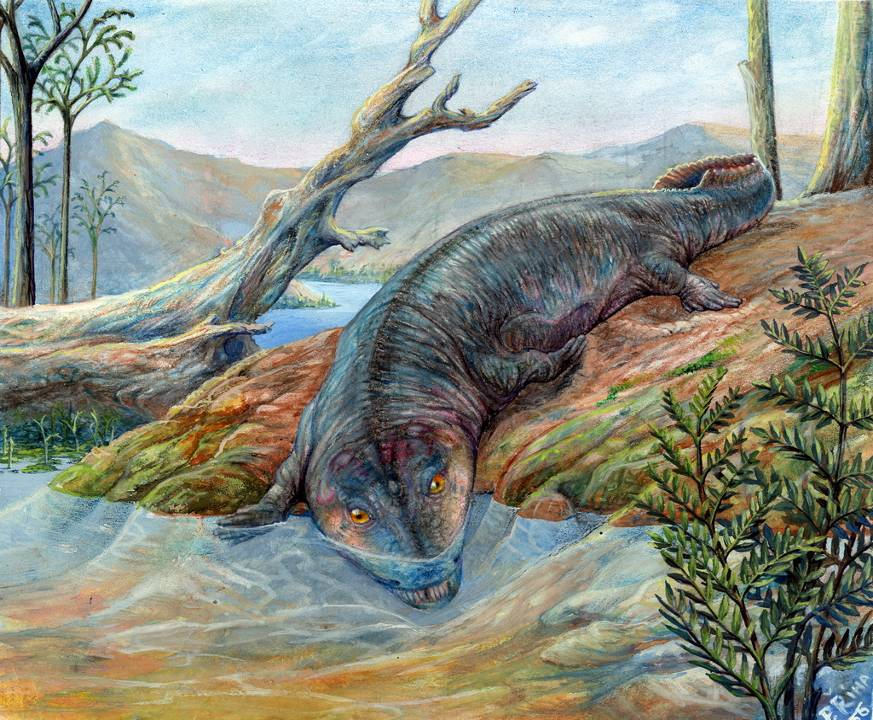
Ихтиостега
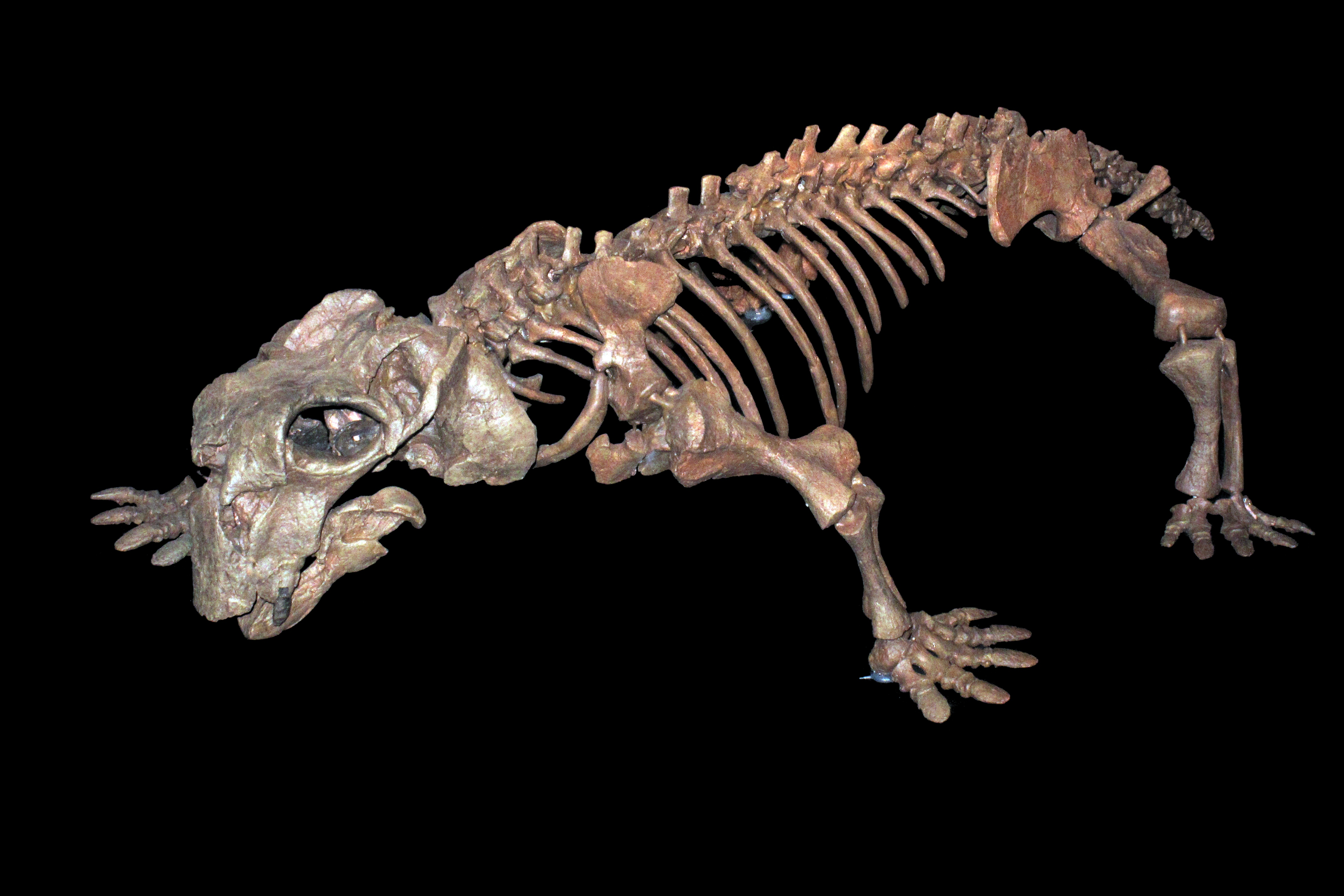
Скелет листрозавра
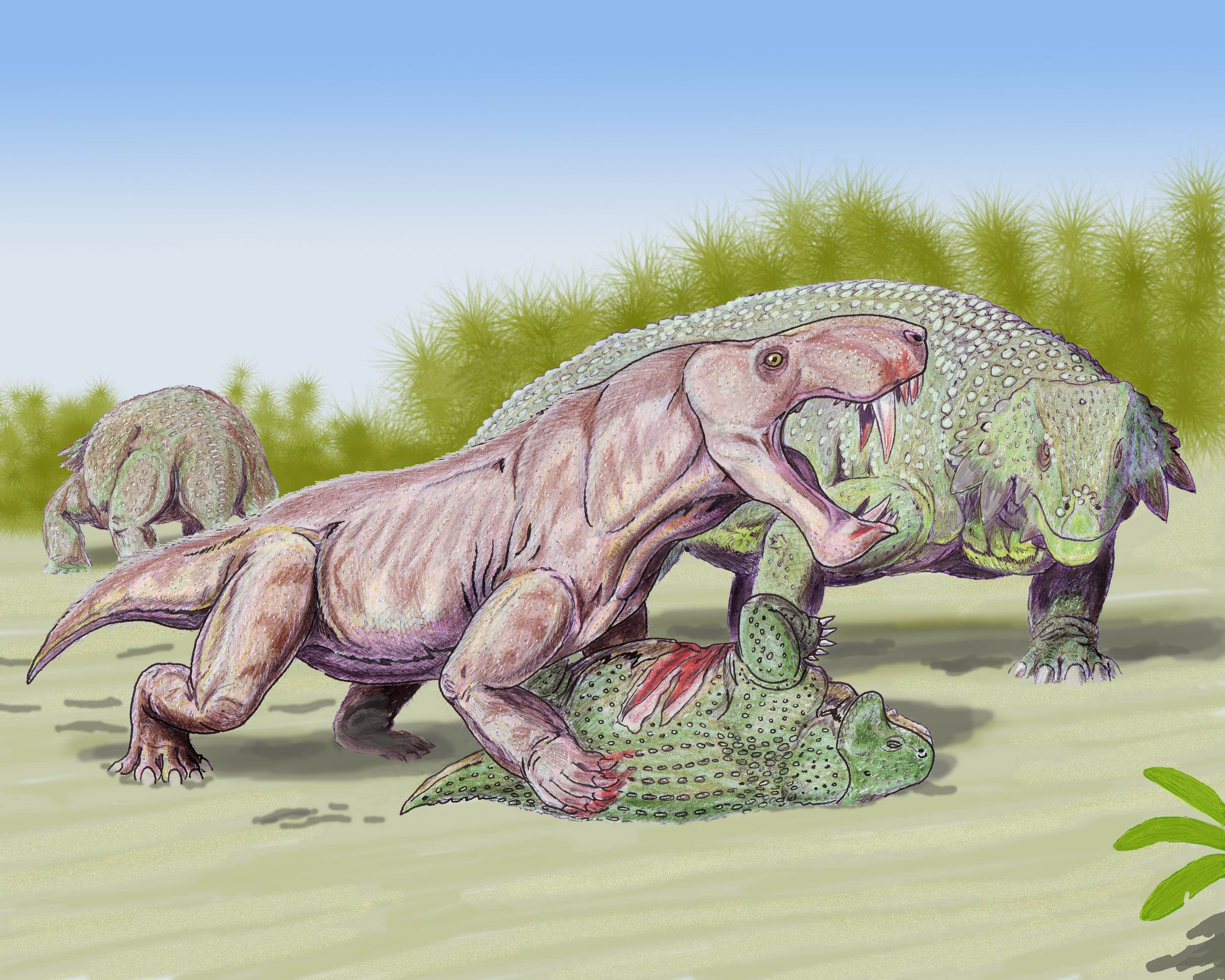
Иностранцевия

## Полезные ископаемые
С горными породами палеозойской эры связаны многие полезные ископаемые. В кембрии окраинные моря и лагуны материков периодически отделялись от открытого моря, солёность повышалась, что способствовало накоплению мощных толщ каменных и калийных солей, гипсов и ангидритов. В это время сформировались крупнейшие месторождения солей в пределах Сибирской платформы (Лено-Вилюйский соленосный бассейн с месторождением Усолье-Сибирское) и в Пакистане. Кембрийский и ордовикский возраст имеют нефтяные горизонты гигантского месторождения нефти Хасси-Мессауд в Алжирской Сахаре и в американских штатах Канзас и Оклахома, а также месторождения Прибалтики и Иркутского бассейна. В подвижных областях с их интенсивным вулканизмом происходило накопление фосфоритов (бассейны хребта Каратау (Средняя Азия), на юго-востоке Китая (провинция Юньнань) и севере Вьетнама), марганца (Кузнецкий Алатау), асбеста (Тыва), меди и кобальта (Норвегия), полиметаллов (Салаирский кряж), золота (Казахстан) и железа (на острове Ньюфаундленд в Канаде, в Аргентине и ряде стран Западной Европы). Благодаря равномерно-влажным условиям в среднем девоне, господствовавшим на значительной части Евразии, севере Северо-Американского, Южно-Американском и северо-западе Австралийского континентов, появились обширные поймы и дельты рек, а также крупные озёрно-болотные системы. В этих условиях впервые стали формироваться угленосные толщи. При дальнейшем зарастании озёр и обширных болот в каменноугольном периоде, где также захоронялись погибшие деревья и кустарники, впоследствии образовались мощные залежи каменного угля. К ордовику относятся горючие сланцы — кукерситы Ленинградской области и Эстонии, и месторождения фосфоритов в Прибалтике.
Силурийское происхождение имеют залежи каменной соли, промышленные месторождения нефти и газа на Северо-Американской (Канадской) и Сибирской платформах. В силуре образовались месторождения железных руд в штате Мичиган (США) и ряд мелких в Африке, золота Северного Казахстана, Кузнецкого Алатау и Горной Шории. К этому же периоду относятся месторождения железа, меди и хромитов в Скандинавских горах, месторождения никеля, платины, асбеста и яшмы на Урале, а также месторождения редких металлов в Аппалачах и Восточной Сибири. В девоне образовались первые в истории Земли промышленные залежи каменного угля в Кузнецком бассейне (Россия) и на острове Медвежьем (Норвегия), а также нефтегазоносные горизонты Волго-Уральской и Тимано-Печорской областей, Припятского прогиба, месторождений Канады, США, Амазонской впадины и Сахары. В осадочных толщах девона появились бокситы и железные руды на восточном и западном склонах Урала, в Татарии, в Аппалачах, Испании, Турции, месторождения калийных солей провинции Саскачеван (Канада) и Старобинское (Белоруссия). С вулканизмом девона связаны медноколчедановые руды восточного склона Урала, колчедано-полиметаллические руды Рудного Алтая, железомарганцевые и свинцово-цинковые месторождения Жанааркинского района в Центральном Казахстане, железные руды гор Благодать и Высокая на Урале, месторождения Темиртау в Казахстане и Тельбес на юге Сибири. В девоне и карбоне сформировались алмазоносные кимберлитовые трубки Западной Якутии и алмазоносные трубки взрыва Архангельской области.
В краевых и межгорных прогибах, а также на платформах в каменноугольном периоде происходило обширное угленакопление (30 % мировых запасов). Главнейшие месторождения каменного угля этого периода: Донецкий, Карагандинский, Кизеловский, Подмосковный, Экибастузский, нижние горизонты Кузнецкого, Минусинского и Тунгусского бассейнов, месторождения Польши, Чехии, Словакии, Германии, Бельгии, Франции и Англии, Астурийский бассейн в Испании, Аппалачский и Пенсильванский бассейны в США. Каменноугольный возраст имеют свыше половины запасов нефти Волго-Уральской провинции, Оренбургское месторождение газа, Тихвинское и Северо-Онежское месторождения бокситов, месторождения бокситов Китая, свинцово-цинковые месторождения хребта Каратау, других районов Средней Азии, медные руды Жезказгана, месторождения железа горы Магнитная, Канарское, Сарбайское и Соколовское и золоторудные месторождения Урала. Уголь, образовавшийся в пермский период, составляет четверть мировых запасов: Печорский и Таймырский бассейны, верхние горизонты Минусинского, Кузнецкого, Тунгусского бассейнов, бассейны на востоке Китая, в индийском штате Бихар, месторождения Австралии и ЮАР. К перми относятся газоносные горизонты месторождений Шебелинское (Украина), Вуктыльское и Интинское (Россия), Гронинген (Нидерланды), Хьюготон (США) и Ирана. В этот период образовались значительные запасы калийных солей (Верхнекамское месторождение и месторождения Прикаспийской впадины) и поваренной соли (Артёмовское месторождение на севере Донбасса). Широко распространены рудные полезные ископаемые перми: меди (Мансфельд в Германии), меди и молибдена (Конырат на северном берегу озера Балхаш), золота (Мурунтау в Кызылкуме), олова (Корнуолл в Великобритании), урана (Шварцвальд в Германии), Центральный массив во Франции и впадина Карру в ЮАР), ртуть (Никитовка на Украине и Айдаркен в Киргизии).
В палеозойских отложениях Западной Сибири есть запасы нефти более чем в 26 миллиардов тонн. Для сравнения, годовая добыча нефти в России составляет около 500 миллионов тонн, поэтому этих резервов хватит как минимум на десять лет.